# Fontaine-l'Étalon
Fontaine-l'Étalon è un comune francese di 126 abitanti situato nel dipartimento del Passo di Calais nella regione dell'Alta Francia.

## Storia

### Simboli
Negli anni Novanta del XX secolo il comune adottò come proprio stemma il blasone di Gérard-François-Joseph de Cuinghien (1681-1769). Questi fu scudiero, signore di Saint-Laurent, Oudenhove e Fontaine-L’Etalon, sindaco nel 1706 di Marie-Madeleine de La Porte.
La famiglia De Cuinghien (Van Coyenghem nella forma fiamminga) era originaria di Mouscron.
L'ultimo rappresentante residente a Fontaine-L'Etalon fu Gustave de Cuinghien, che lasciò il comune nel 1809 dopo esserne stato sindaco per un anno.

## Società

### Evoluzione demografica
Abitanti censiti